# Fiolet (jeu)
Le fiolet, également le baculot, graphie alternative fiollet, est un sport individuel traditionnel de la Vallée d'Aoste dans lequel une petite balle est frappée avec un bâton.
Dans le passé, il était répandu aussi dans le Canavais.

## Organisation
Comme pour les autres sports traditionnels valdôtains, à savoir le tsan, la rebatta et le palet, le fiolet est réglé par la Fédérachon esport de nohtra téra (Fédération des sports de notre terre en valdôtain oriental), et plus spécifiquement par l'Association valdôtaine du Fiolet.

## Histoire
Comme la rebatta, le fiolet dérive du jeu de guise. Selon l'expert historien de jeux traditionnels des Alpes occidentales, le valdôtain Pierre Daudry, dans la Savoie historique ce type de sport prenait le nom d'ara, bâtonnet, baculot et fiolé.
Les premiers témoignages concernant le jeu du fiolet remontent à la fin du XIXe siècle, lorsque les joueurs recherchaient les bâtons dans la zone des Îles de Quart, tout comme les joueurs de tsan. Une ordonnance municipale de la ville d'Aoste de 1882 interdit « le jeu de boules, de paume, du baculot et autres jeux ».

La diffusion du fiolet en Vallée d'Aoste en 2011.

Les joueurs de baculot présentent alors une plainte officielle pour dénoncer les difficultés rencontrées pour partager avec les militaires le champ de Mars, situé à l'époque dans le bourg Saint-Étienne. Le champ de Mars est alors loué par la municipalité d'Aoste à son propriétaire, Joseph Frassy, pour qu'on puisse y disputer les championnats de printemps de baculot jusqu'en 1934. À partir de 1935, le siège de jeu est déplacé au stade Puchoz.
En juillet 1924, la Société Sport Club Aoste est fondée dans le salon Plaine d'Aoste, sur l'actuelle place de Narbonne. Joseph-Charles Farinet et René Fusinaz sont alors appelés à rédiger le premier règlement officiel du baculot.

## Stéréotypes
Originairement considéré comme un jeu des classes sociales les plus pauvres, la réputation du fiolet a été rétablie par les études scientifiques de Pierre Daudry et de Richard Savoye, qui ont démontré sa diffusion dans l'élite de la société aostoise du début du XXe siècle. À l'époque, il était pratiqué par des avocats, des ingénieurs, des enseignants, et même par le syndic César Chabloz.

## Objets

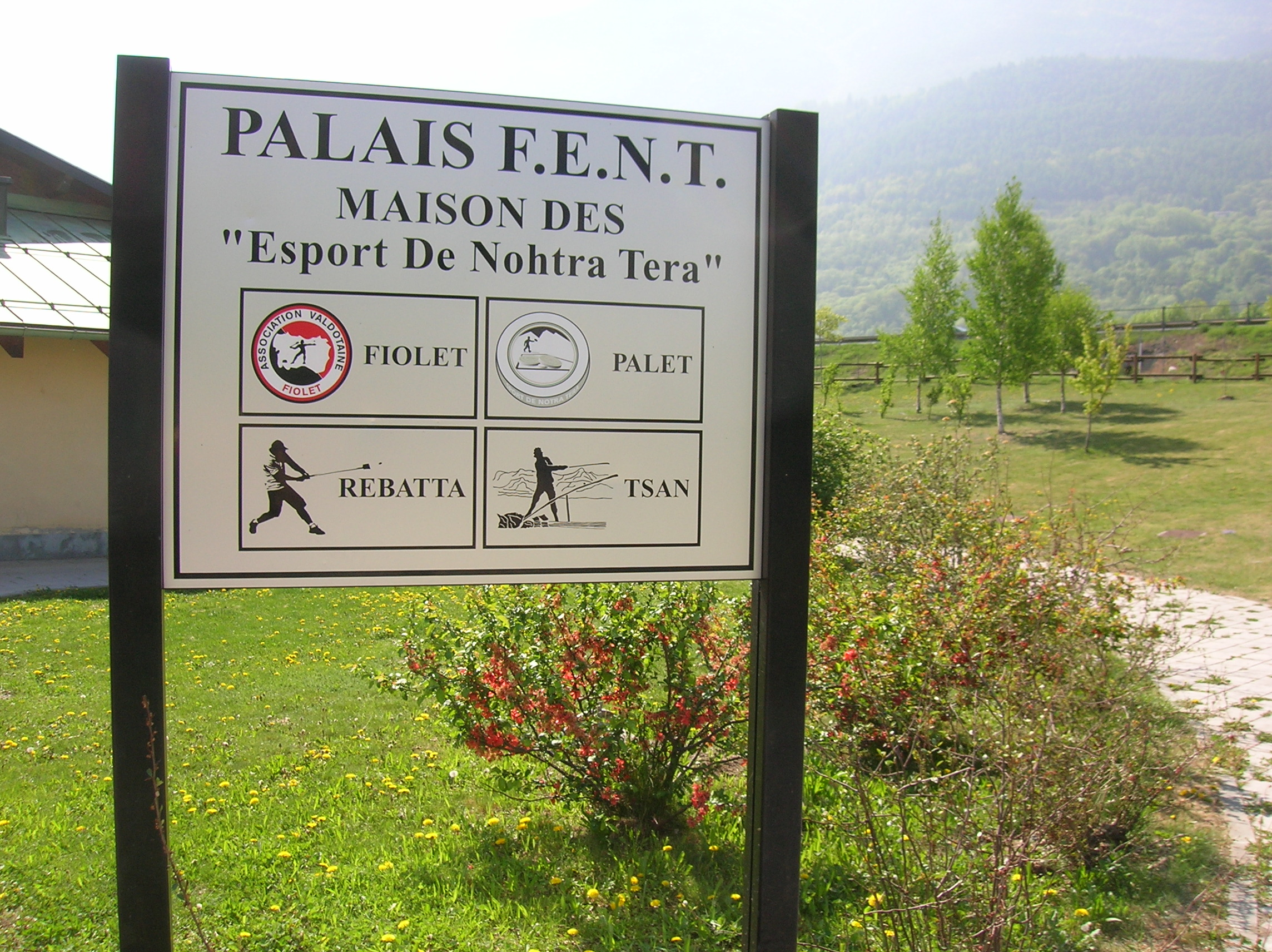
L'entrée de l'aire de jeu pour les sports traditionnels valdôtains à Pâcou (Brissogne).

Les objets du jeu de fiolet sont notamment :
- le fiolet, une petite balle ovoïdale en bois avec des clous pour augmenter son poids
- le berrio, soit une pierre, en valdôtain
- une eima, un bâton en bois, avec une poignée sur une extrémité, et sur l'autre la matchoca qui sert à frapper le fiolet.

## Déroulement
Le fiolet est posé sur le berrio et frappé avec l'eima pour la faire sauter verticalement, pour être ensuite frappé dans le but de la lancer le plus loin possible.
Aosta che ne ha tre equiparate alle altre: Aosta, Arpuilles-Excenex (Aosta), Porossan (Aosta).

## Sections
Les communes intéressées par le jeu du fiolet sont : Allein, Aoste (avec trois sections : Aoste-ville, Arpuilles-Excenex et Porossan), Avise, Charvensod, Étroubles, Gignod, La Salle, La Thuile, Morgex, Oyace, Saint-Christophe, Saint-Rhémy-en-Bosses, Saint-Oyen, Sarre, Valpelline.

## Palmarès

### Lauréats duBâton d'or
| Année | Premier                                                     | Deuxième                                                       | Troisième |
| ----- | ----------------------------------------------------------- | -------------------------------------------------------------- | --- |
| 1925  | Joseph Jean-Savy (section : Saint-Étienne)                  | -                                                              | - |
| 1926  | Fortuné Alleyson (section : Pléod)                          | -                                                              | - |
| 1927  | Maurice Barmasse (section : Aoste) (29 points)              | Enrico Bolzano (section : Aoste) (23 points)                   | Anselme Savoye (section : Gignod) (22 points)                                                                     |
| 1928  | Joseph Peyrot (section : Aoste)                             | -                                                              | - |
| 1933  | Vittorio Turcotti (section : Saint-Étienne)                 | -                                                              | - |
| 1934  | Alexandre Grimod (section : Excenex)                        | -                                                              | - |
| 1959  | Albert Cerise (section : Allein) (55 points)                | Albino Subet (section : Gignod) (52 points)                    | Bruno Désandré (section : Porossan) (49 points)                                                                   |
| 1960  | Mario Cerise (section : Doues) (56 points)                  | Damien Borre (section : Gignod) (54 points)                    | Bruno Désandré (section : Porossan) (53 points)                                                                   |
| 1961  | Albino Subet (section : Gignod) (58 points)                 | Ezio Diémoz (section : Doues) (58 points)                      | Jules Subet (section : Gignod) (56 points)                                                                        |
| 1962  | Damien Borre (section : Gignod) (69 points)                 | Carlo Meggiolaro (section : Porossan) (69 points)              | Tino Latey (section : Aoste) (68 points)                                                                          |
| 1963  | Richard Pasquettaz (section : Senin) (72 points)            | -                                                              | - |
| 1964  | Aimé Chenal (section : Valpelline) (81 points)              | Richard Pasquettaz (section : Senin) (64 points)               | Damien Borre (section : Gignod) (66 points)                                                                       |
| 1965  | Albino Subet (section : Gignod) (85 points)                 | Damien Borre (section : Gignod) (83 points)                    | Lino Stellino (section : Gignod) (66 points)                                                                      |
| 1966  | Damien Borre (section : Gignod) (86 points)                 | Jules Subet (section : Gignod) (77 points)                     | Arnaldo Vétticoz (section : Morgex) (71 points)                                                                   |
| 1967  | Angelo Dufour (section : La Salle) (80 points)              | Franco Dayné (section : Aoste) (79 points)                     | Bruno Désandré (section : Senin) (77 points)                                                                      |
| 1968  | Ottavio Borettaz (section : La Salle) (83 points)           | Gilbert Thérivel (section : Senin) (73 points)                 | Attilio Bétral (section : Sarre) Aimé Chenal (section :Valpelline) Riccardo Zorzato (section : Sarre) (70 points) |
| 1969  | Candide Marthyn (section : Allein) (76 points)              | Lucien Jordan (section : Valpelline) (ex aequo)                | Jules Subet (section : Gignod) (73 points)                                                                        |
| 1970  | Candide Marthyn (section : Porossan) (91 points)            | Albino Subet (section : Gignod) (88 points)                    | Jules Subet (section : Gignod) (86 points)                                                                        |
| 1971  | Elio Milliéry (section : La Salle) (79 points)              | Albino Subet (section : Gignod) (74 points)                    | Attilio Bétral (section : Sarre) (70 points)                                                                      |
| 1972  | Roger Collomb (section : La Thuile) (74 points)             | Jules Subet (section : Gignod) (73 points)                     | Attilio Bétral (section : Sarre) Luciano Jordan (section : Valpelline) (71 points)                                |
| 1973  | Roger Collomb (section : La Thuile) (80 points)             | Julien Bizel (section : Morgex) (ex aequo)                     | - |
| 1974  | Albino Subet (section : Variney) (92 points)                | Ottavio Chenal (section : Valpelline) (85 points)              | Bruno Blanchet (section : Sarre) (83 points)                                                                      |
| 1975  | Daniel Olivier (section : Bosses) (110 points)              | César Lucianaz (section : Charvensod) (95 points)              | Candide Marthyn (section : Porossan) (92 points)                                                                  |
| 1976  | Damien Borre (section : Gignod) (92 points)                 | Jules Subet (section : Gignod) (87 points)                     | Lucien Jordan (section : Aoste) (83 points)                                                                       |
| 1977  | Daniel Olivier (section : Gignod) (88 points)               | Lino Jordan (section : Bosses) (76 points)                     | Ezio Diémoz (section : Doues) (73 points)                                                                         |
| 1978  | Daniel Olivier (section : Gignod) (86 points)               | Sylvain Bizel (section : Morgex) (77 points)                   | Lino Jordan (section : Bosses) (77 points)                                                                        |
| 1979  | Daniel Olivier (section : Gignod) (92 points)               | Albert Bizel (section : Morgex) (81 points)                    | Jules Subet (section : Gignod) (80 points)                                                                        |
| 1980  | Carlo Ferraro (section : Porossan) (94 points)              | Albert Bizel (section : Morgex) (85 points)                    | Daniel Olivier (section : Gignod) (81 points)                                                                     |
| 1981  | Daniel Olivier (section : Gignod) (94 points)               | Carlo Ferraro (section : Porossan) (91 points)                 | Jules Subet (section : Gignod) (91 points)                                                                        |
| 1982  | Sylvain Roveyaz (section : Charvensod) (81 points)          | Carlo Meggiolaro (section : Porossan) (80 points)              | Henri Farinet (section : Étroubles) (79 points)                                                                   |
| 1983  | Sylvain Rovéyaz (section : Charvensod) (89 points)          | Eugène Jordan (section : Valpelline) (81 points)               | Joseph Petey (section : Valpelline) (77 points)                                                                   |
| 1984  | Eros Sbalchiero (section : La Thuile) (91 points)           | Rinaldo Bal (section : Sarre) (87 points)                      | Bruno Blanchet (section : Sarre) (91 points)                                                                      |
| 1985  | Daniel Olivier (section : Bosses) (101 points)              | Eros Sbalchiero (section : La Thuile) (99 points)              | Henri Cottin (section : Allein) (88 points)                                                                       |
| 1986  | Carlo Ferraro (section : Saint-Christophe) (97 points)      | Daniel Olivier (section : Bosses) (92 points)                  | Marc Cheney (section : Saint-Christophe) (87 points)                                                              |
| 1987  | Daniel Olivier (section : Bosses) (95 points)               | Jean Collomb (section : La Thuile) (93 points)                 | Carlo Francesia (section : Porossan) (91 points)                                                                  |
| 1988  | Daniel Olivier (section : Bosses) (100 points)              | Emilio Cottin (section : Allein) (93 points)                   | Carlo Ferraro (section : Saint-Christophe) (92 points)                                                            |
| 1989  | Enrico Francesia (section : Porossan) (93 points)           | Carlo Francesia (section : Porossan) (92 points)               | Jules Subet (section : Gignod) (90 points)                                                                        |
| 1990  | Daniel Olivier (section : Bosses) (102 points)              | Robert Vilbrant (section : Porossan) (93 points)               | Emilio Cottin (section : Allein) (92 points)                                                                      |
| 1991  | Enrico Francesia (section : Porossan) (98 points)           | Jean Collomb (section : La Thuile) (95 points)                 | Luigi Plati (section : Porossan) (91 points)                                                                      |
| 1992  | Daniel Olivier (section : Bosses) (97 points)               | Luigi Plati (section : Porossan) (95 points)                   | Leandro Gex (section : Courmayeur) (94 points)                                                                    |
| 1993  | Enrico Francesia (section : Porossan) (97 points)           | Georges Marguerettaz (section : Saint-Christophe) (93 points)  | Jean Collomb (section : La Thuile) (92 points)                                                                    |
| 1994  | Carlo Ferraro (section : Saint-Christophe) (103 points)     | Stefano Pépellin (section : Saint-Christophe) (100 points)     | Robert Vilbrant (section : Porossan) (100 points)                                                                 |
| 1995  | Paul Comé (section : Charvensod) (93 points)                | Georges Marguerettaz (section : Saint-Christophe) (88 points)  | Leo Collé (section : Étroubles) (88 points)                                                                       |
| 1996  | Jean Collomb (section : La Thuile) (99 points)              | Guido Bésenval (section : Arpuilles) (91 points)               | Luigi Plati (section : Porossan) (90 points)                                                                      |
| 1997  | Jean Collomb (section : La Thuile) (111 points)             | Enrico Francesia (section : Porossan) (106 points)             | Sylvain Rovéyaz (section : Charvensod) (105 points)                                                               |
| 1998  | Paul Comé (section : Charvensod) (101 points)               | Jean Collomb (section : La Thuile) (96 points)                 | Carlo Ferraro (section : La Thuile) (91 points)                                                                   |
| 1999  | Enrico Francesia (section : Porossan) (92 points)           | Robert Vilbrant (section : Porossan) (91 points)               | Sylvain Rovéyaz (section : Charvensod) (89 points)                                                                |
| 2000  | Paul Comé (section : Charvensod) (98 points)                | Ezio Marguerettaz (section : Saint-Christophe) (95 points)     | Sylvain Rovéyaz (section : Charvensod) (92 points)                                                                |
| 2001  | Leandro Gex (section : La Thuile) (94 points)               | Simon Bollon (section : Charvensod) (90 points)                | Enrico Francesia (section : Porossan) (89 points)                                                                 |
| 2002  | Stefano Pépellin (section : Saint-Christophe) (100 points)  | Leandro Gex (section : La Thuile) (99 points)                  | Simon Bollon (section : Charvensod) (98 points)                                                                   |
| 2003  | Jean-Claude Bal (section : Charvensod) (points 100)         | Jean Collomb (section : La Thuile) (98 points)                 | Simon Bollon (section : Charvensod) (95 points)                                                                   |
| 2004  | Paul Comé (section : Charvensod) (points 111)               |                                                                | |
| 2005  | Enrico Francesia (section : Porossan) (96 points)           | Ezio Marguerettaz (section : Saint-Christophe) (96 points)     | Giorgio Marguerettaz (section : Saint-Christophe)                                                                 |
| 2006  | Enrico Francesia (section : Porossan) (100 points)          | Jean-Claude Bal (section : Charvensod) (97 points)             | Simon Bollon (section : Charvensod)                                                                               |
| 2007  | Ivo Nex (section : Porossan) (105 points)                   | Carlo Francesia (section : Porossan) (104 points)              | Enrico Francesia (section : Porossan)                                                                             |
| 2008  | Ezio Gemelli (section : Saint-Christophe) (100 points)      | Jean-Claude Bal (section : Charvensod) (98 points) (98 points) | Christian Comé (section : Charvensod) (97 points)                                                                 |
| 2009  | Enrico Francesia (section : Porossan) (102 points)          | Michel Ronc (section : Saint-Oyen) (102 points)                | |
| 2010  | Leo Collé (section : Saint-Oyen) (98 points)                | Enrico Francesia (section : Porossan) (98 points)              | Carlo Ferraro (section : La Salle) (97 points)                                                                    |
| 2011  | Jean Collomb (section : La Thuile) (101 points)             | Ivo Nex (section : Porossan) (96 points)                       | Didier Bal (section : Charvensod) (95 points)                                                                     |
| 2012  | Michel Ronc (section : Saint-Oyen) (94 points)              | Enrico Francesia (section : Porossan) (93 points)              | Ezio Marguerettaz (section : Saint-Christophe) (93 points)                                                        |
| 2013  | Gabriel Madonna (section : Charvensod) (104 points)         | Simon Charbonnier (section : Saint-Christophe) (100 points)    | Ezio Marguerettaz (section : Saint-Christophe)                                                                    |
| 2014  | Christian Comé (section : Charvensod) (100 points)          | Ivo Nex (section : Porossan) (97 points)                       | Carlo Francesia (section : Porossan) (90 points)                                                                  |
| 2015  | Roberto Forré (section : Saint-Oyen) (90 points)            | Giorgio Pavese (section : Morgex) (81 points)                  | René Zanivan (section : Morgex)                                                                                   |
| 2016  | Ezio Marguerettaz (section : Saint-Christophe) (94 points)  | Michel Ronc (section : Saint-Oyen) (93 points)                 | Ivo Nex (section : Étroubles) (89 points)                                                                         |
| 2017  | Ezio Marguerettaz (section : Saint-Christophe) (103 points) | Michel Munier (section : Étroubles) (96 points)                | Mathieu Cerisey (section : Étroubles) (91 points)                                                                 |
| 2018  | Simon Charbonnier (section : Saint-Christophe) (98 points)  | Andrea Chanoine (section : La Salle)                           | Christian Comé (section : Charvensod)                                                                             |
| 2019  | Andrea Chanoine (section : La Salle) (89 points)            | Ivo Nex (section : Morgex) (88 points)                         | René Zanivan (section : Morgex) (86 points)                                                                       |
| 2020  | Non disputé                                                 |                                                                | |
| 2021  | Paul Comé (section : Charvensod) (99 points)                | Carlo Francesia (section : Morgex) (91 points)                 | Carmelo Scarfò (section : Charvensod) (90 points)                                                                 |
| 2022  | Ivo Nex (section : Allein) (95 points)                      | Patrick Parléaz (section : Étroubles) (91 points)              | Paul Comé (section : Charvensod) (91 points)                                                                      |
| 2023  | Christian Comé (section : Charvensod) (90 points)           | Michel Ronc (section : Saint-Oyen) (89 points)                 | Simon Charbonnier (section : Morgex) (88 points)                                                                  |
| 2024  | Diego Lucia (section : Charvensod) (87 points)              | Carmelo Scarfò (section : Charvensod) (82 points)              | Simon Bollon (section : Charvensod) (77 points)                                                                   |